# Milbenkäse

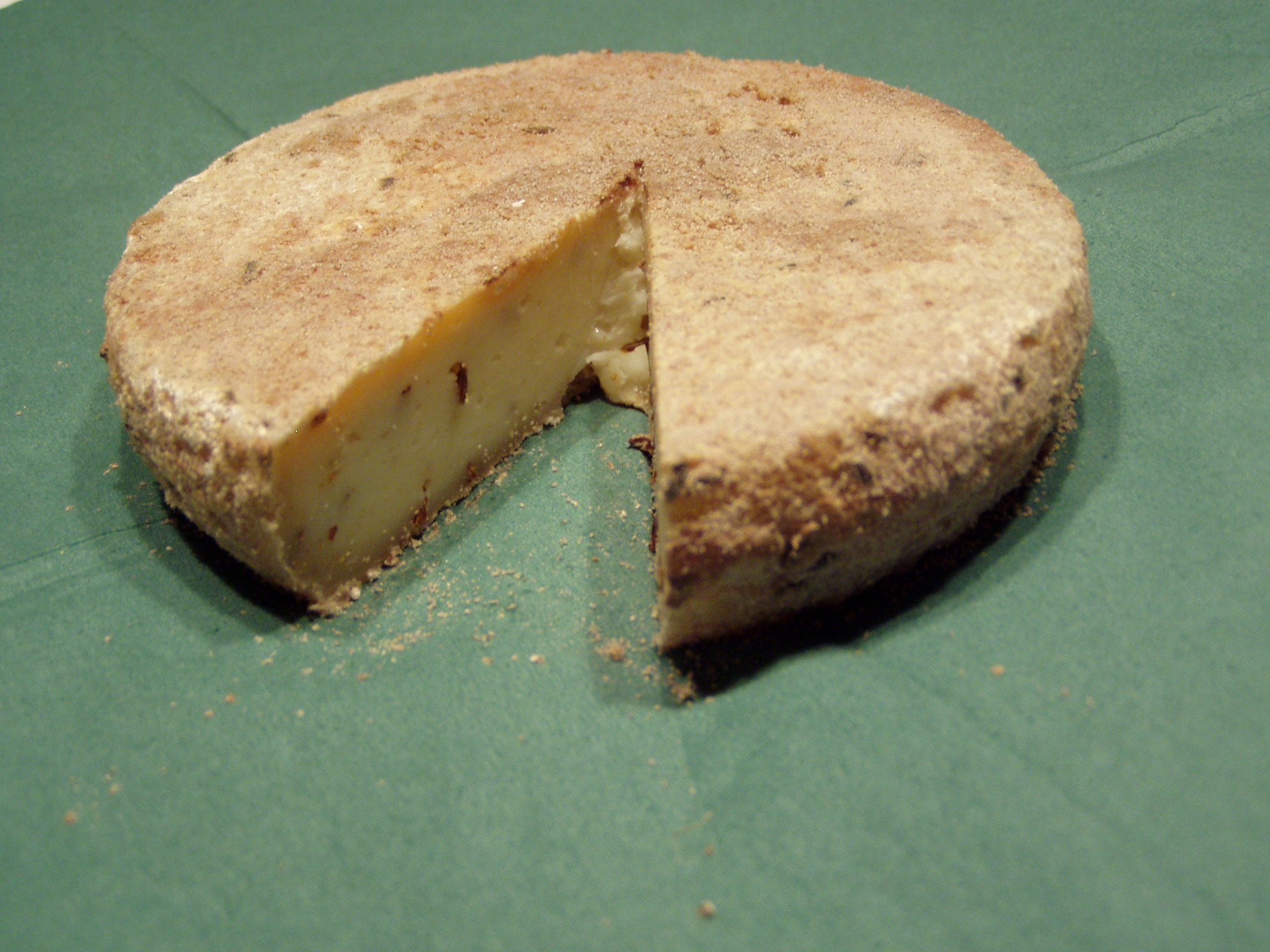
Un Milbenkäse jeune.

Le Milbenkäse (« fromage aux acariens »), Spinnenkäse (« fromage d'araignée ») ou, seulement par oral, Mellnkase, est un fromage allemand qui a pour particularité d'être affiné aux acariens (contrairement à d'autres qui le sont avec des bactéries ou des champignons).
C'est un produit traditionnel typique du land de Saxe-Anhalt.

## Fabrication

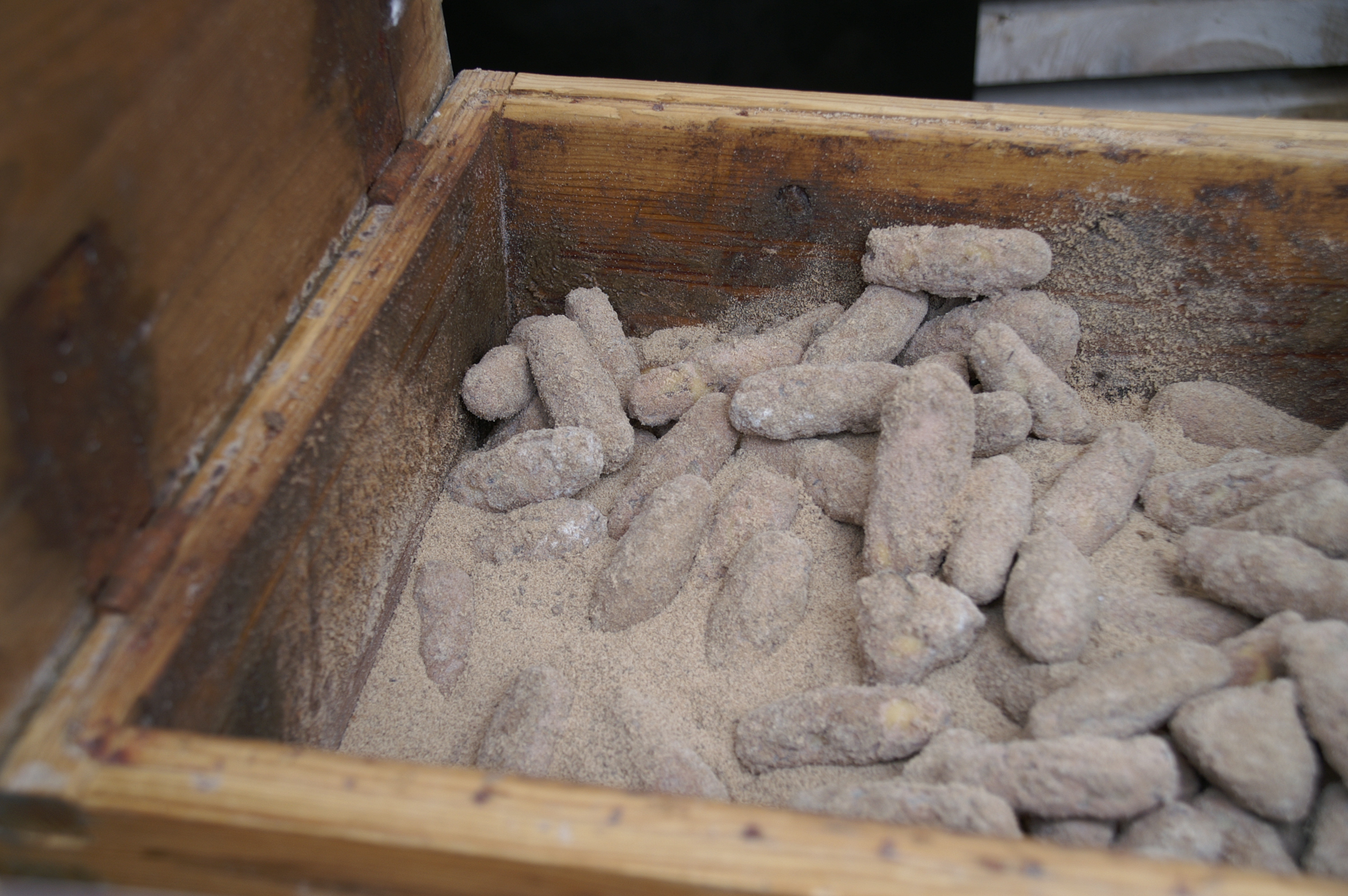
Caisse d'affinage avec des Milbenkäsen.

Une étude de 2010 a montré que l'acarien du fromage responsable de la production du Milbenkäse est Tyrophagus casei (en) (alors que celui de la  mimolette vieille est Acarus siro).

## Histoire

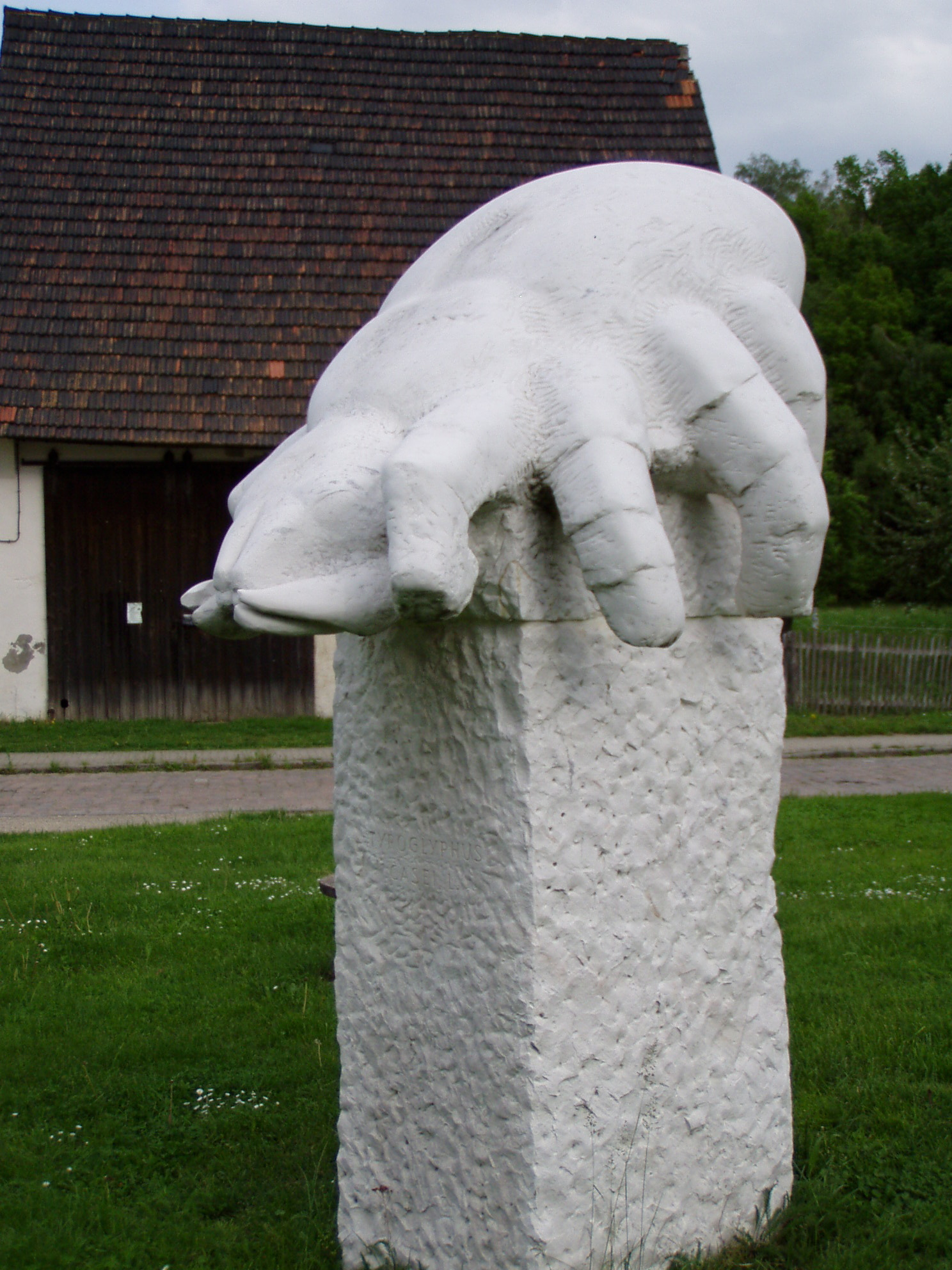
Le monument à l'acarien du fromage de Würchwitz.

Les acariens du fromage sont élevés dans la région autour de Zeitz et d'Altenbourg depuis le Moyen Âge. Les acariens, qui sont en fait des ravageurs, infestaient régulièrement les fromages et les utiliser volontairement pour l'affinage était une façon de profiter du problème.
Vers 1970, cette tradition a failli disparaître, car seule une femme âgée, Liesbeth Brauer, fabriquait encore du fromage aux acariens à Würchwitz, un village aujourd'hui intégré à Zeitz. Le professeur de biologie et de chimie Helmut Pöschel a alors commencé à élever lui-même les acariens et s'est efforcé de faire revivre la tradition par un travail de relations publiques et l'organisation de divers événements. 
En 2001, un monument à l'acarien du fromage a été érigé à Würchwitz.